# Marienkirche (Berlin-Mitte)

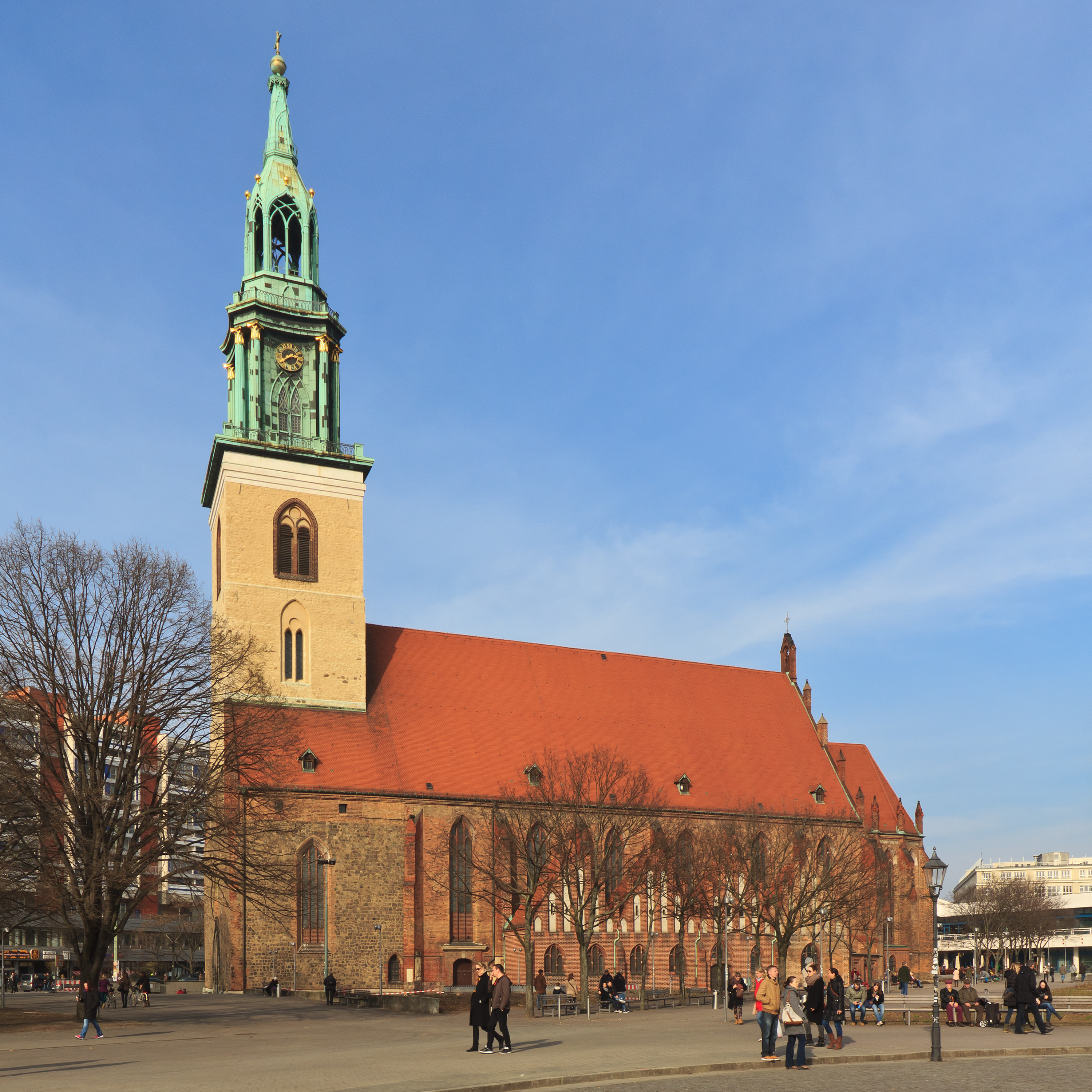
Ansicht des Kirchengebäudes von Südwesten

Die evangelische St.-Marien-Kirche (Eigenschreibweise der Kirchengemeinde St. Marienkirche; Kirchenkreis Berlin Stadtmitte) befindet sich an der Karl-Liebknecht-Straße im Park am Fernsehturm im Berliner Ortsteil Mitte, in der Nähe des Alexanderplatzes. Sie ist die älteste noch sakral genutzte städtische Pfarrkirche Berlins, eines von ursprünglich sechs mittelalterlichen Kirchengebäuden in der historischen Mitte Berlins, im ehemals dicht bebauten Marienviertel.

## Baugeschichte

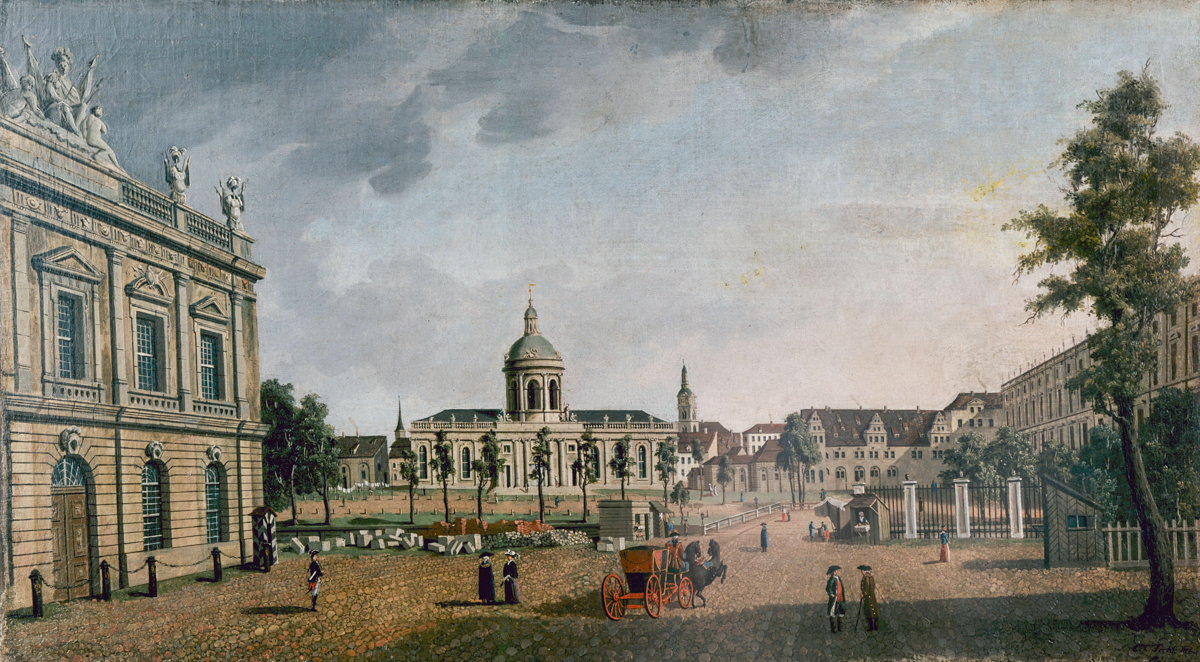
Platz am Zeughaus mit Blick in die Straße Unter den Linden,
Gemälde von Carl Traugott Fechhelm
1788: Blick zum alten Dom, links das Zeughaus, mittig die Marienkirche, rechts das Stadtschloss

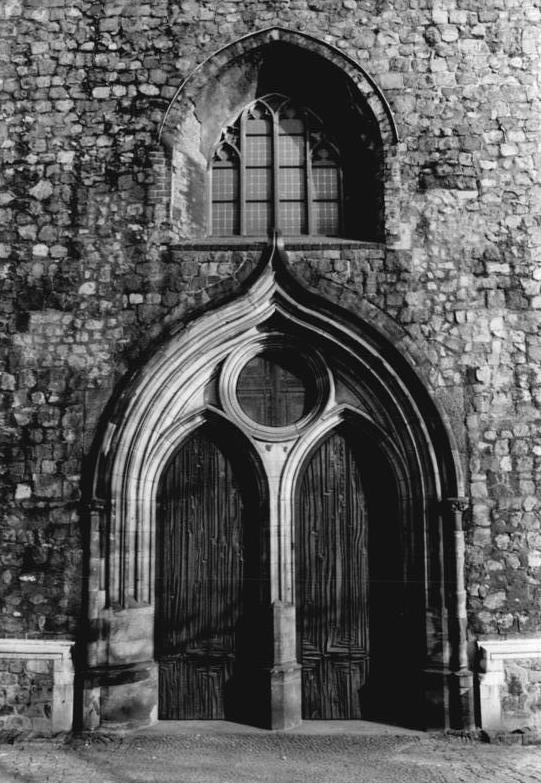
Gotisches Hauptportal mit Toren aus getriebenem Kupfer und eingearbeiteter Kreuzsymbolik von Achim Kühn

Am 3. Januar 1292 wurde die Kirche erstmals urkundlich als Pfarrkirche erwähnt (ecclesia St. Marie virginis, „Kirche der heiligen Jungfrau Maria“), nach Meinung von Architekturexperten entstand sie um 1270. Sie befindet sich in der Berliner Neustadt am Neuen Markt – unweit der älteren altstädtischen Pfarrkirche St. Nicolai.
Die Grundmauern der Marienkirche bestehen aus Feldsteinen, über denen eine Hallenkirche aus roten Ziegeln im Stil der märkischen Backsteingotik errichtet wurde. Der 48 Meter hohe Turmhelm besitzt einen Unterbau aus Rüdersdorfer Muschelkalk. Nach Brandschäden erneuerte die Kirchengemeinde 1663–1666 den Turmaufbau nach Plänen und unter Leitung von Michael Mathias Smids im Barockstil. Die heutige Turmspitze ist das Resultat einer Überformung durch Carl Gotthard Langhans aus dem Jahr 1789 im Stil der Neogotik.
Eine umfassende Restaurierung und Umgestaltung des Sakralbaus erfolgte 1893–1895 durch Hermann Blankenstein. Nach der Beseitigung der Kriegsschäden des Zweiten Weltkriegs ließ die DDR 1969/1970 den Bau ein weiteres Mal im Zuge der vollendeten Neugestaltung des Alexanderplatzes und dessen Umfeldes restaurieren. Zu dieser Zeit wurden u. a. die Eingangsportale aus räumlich getriebenem Kupfer durch den Berliner Kunstschmied und Metallbildhauer Achim Kühn neu geschaffen. Das Kreuzsymbol ist in den Portalen künstlerisch eingearbeitet.
Im Jahr 1938 trat die evangelische Gemeinde Berlins die Nikolaikirche an die Stadt Berlin ab, sodass damit die Marienkirche die älteste Berliner Predigtstätte wurde. Nach dem Zweiten Weltkrieg war sie eine der wenigen Großkirchen, die noch genutzt werden konnten. Die Kirche diente im Krieg den alliierten Bomberpiloten als zentraler Orientierungspunkt für ihre Luftangriffe, wodurch auch zu erklären ist, warum sie – anders als das Umfeld – nicht zerstört wurde.
Seit dem Ende des 20. Jahrhunderts ist die Marienkirche Predigtstätte der Evangelischen Kirchengemeinde St. Petri-St. Marien. Zugleich ist sie Veranstaltungsort des Kirchenkreises Berlin Stadtmitte und der Berliner Landeskirche sowie Ort für Hochschulgottesdienste, ökumenische Gottesdienste und kirchenmusikalische Veranstaltungen. Eine besondere Tradition hat das zu Heiligabend gegen 22 Uhr stattfindende Orgelkonzert mit Bibellesungen. In der DDR der 1980er Jahre galt die Teilnahme daran als Bekenntnis der intellektuellen Blueserszene zur Friedensbewegung („Schwerter zu Pflugscharen“).
Nach den Kriegszerstörungen und der großflächigen Umgestaltung des Berliner Stadtkerns im Bereich zwischen der Stadtbahn, der Karl-Liebknecht-Straße, der Rathausstraße und der Spree in den 1960er Jahren befindet sich die Marienkirche seit dem beginnenden 21. Jahrhundert in einer städtebaulich völlig veränderten Situation. Während sie bis 1945 noch den engbebauten Stadtraum am ehemaligen Neuen Markt beherrschte, steht sie nunmehr als Solitärgebäude in einer von vielgeschossigen Neubauten umgebenen großräumigen Freifläche, die von dem 1969 eröffneten Fernsehturm dominiert wird. Nachdem die im Krieg nicht zerstörten Altbauten in ihrer Umgebung abgerissen und der noch aus dem Mittelalter stammende Stadtgrundriss aufgegeben wurde, ist die Marienkirche in diesem Teilbereich die einzige sichtbare Erinnerung daran, dass sich hier der historische Stadtkern von Berlin befindet.
Das Kirchengebäude steht auf der ursprünglichen Höhe des mittelalterlichen Bodenniveaus. Die jahrzehntelang am Eingang spürbare Differenz von etwa 1,50 Meter ist auf eine Geländeaufschüttung zu DDR-Zeiten zurückzuführen. Bei Umgestaltungsarbeiten im Umfeld des Gotteshauses 2014–2017 wurde durch eine teilweise Bodenabsenkung die ursprünglich ebenerdige Lage der Kirche wieder besser deutlich gemacht.

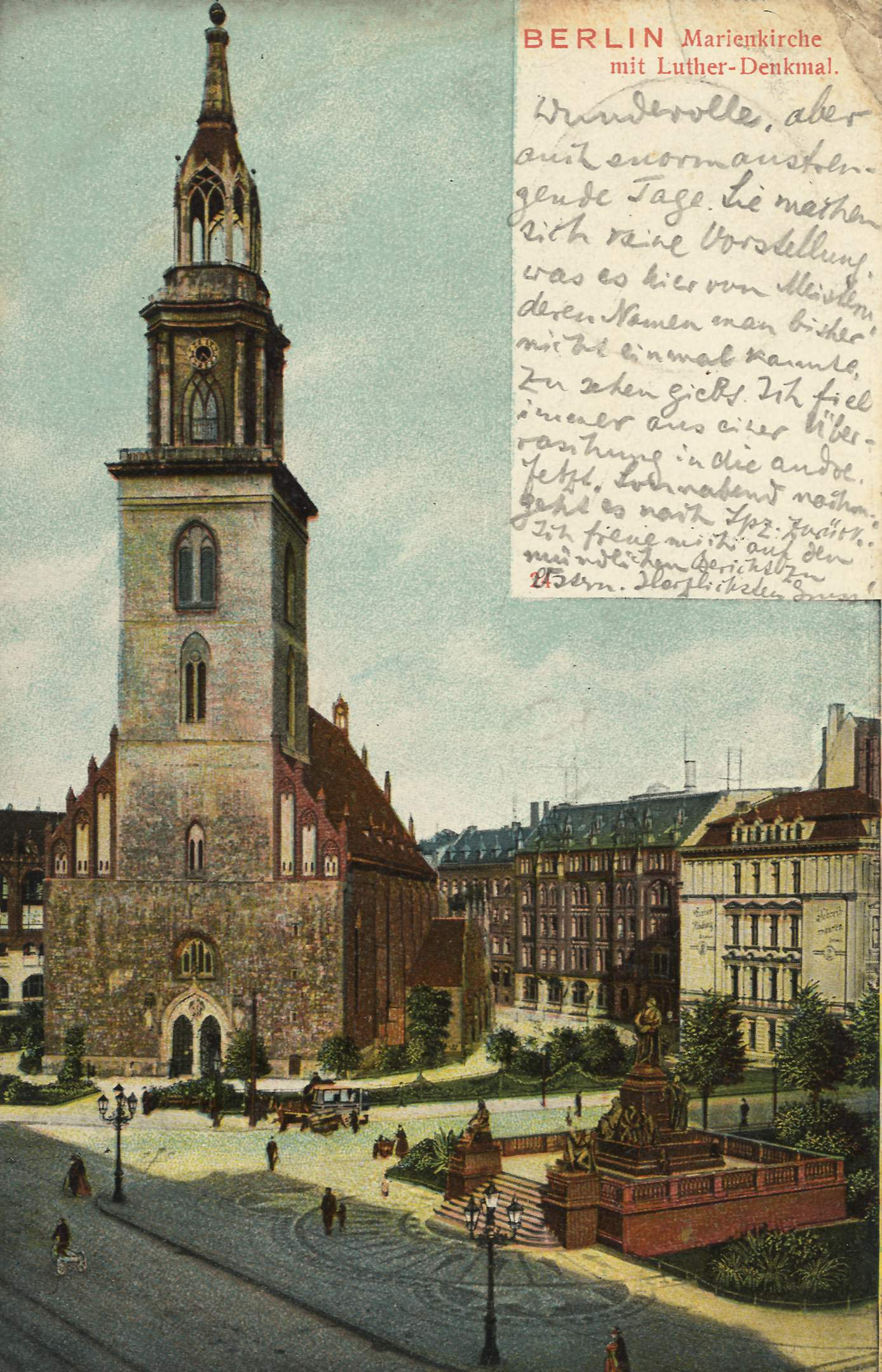
Die Marienkirche umgeben von Häusern des Marienviertels und das Lutherdenkmal, 1906
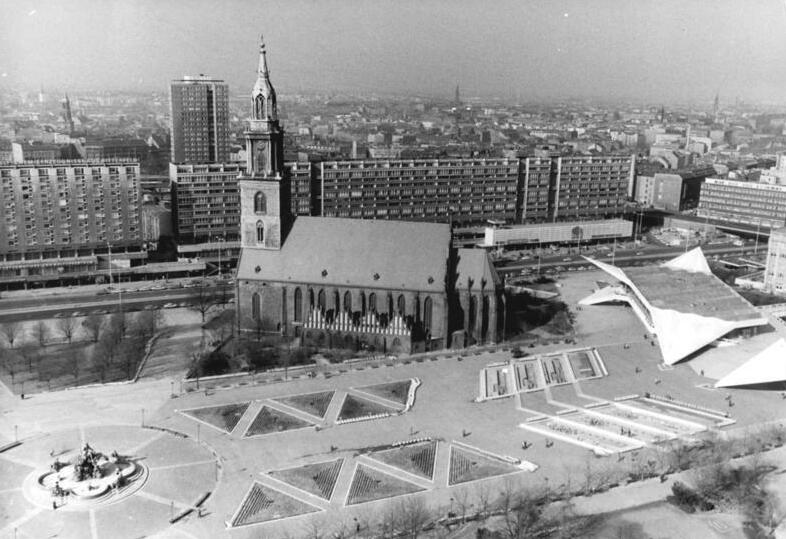
Die Marienkirche ohne die Häuser des Marienviertels, 1987

## Architektur

### Kirchenschiff

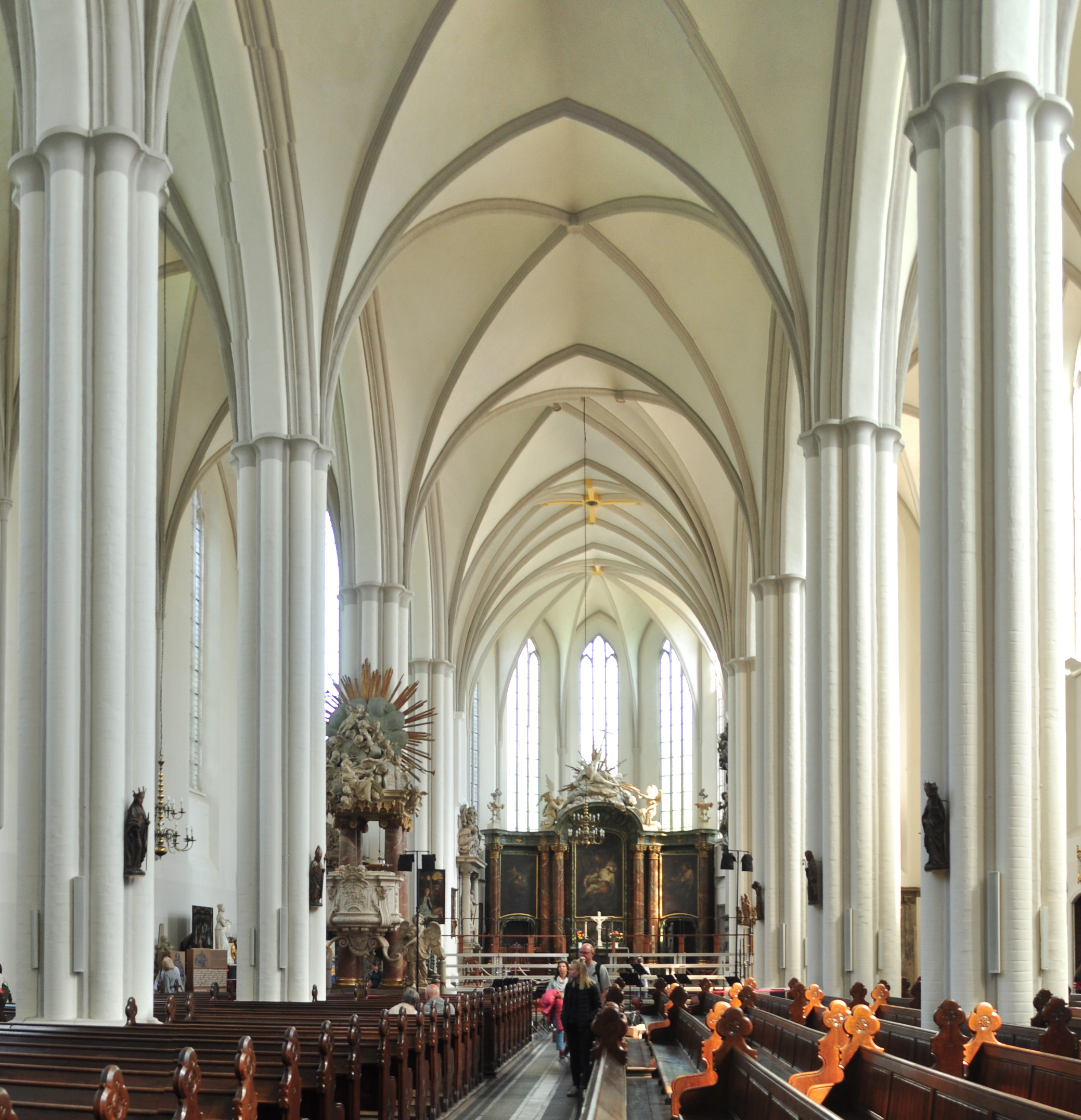
Blick in das Mittelschiff zu Kanzel und Hauptaltar

Das Kirchengebäude ist eine dreischiffige Hallenkirche. Außer dem einschiffigen Chor mit einem gut erhaltenen Sterngewölbe verfügt sie über eine Gruft mit einer zweigeschossigen Gruft-Kapelle. Das Langhaus verfügt über achteckige und gebündelte Pfeiler, deren Kapitelle keine Ornamentik zeigen. Es wird von einem Kreuz- und Netzgewölbe überspannt.

### Kirchturm und Glocken
Der Westturm wurde Anfang des 15. Jahrhunderts begonnen, nachdem ein früherer Turm eingestürzt war. Die Bauforschung konnte fünf mittelalterliche Bauphasen unterscheiden. Der Unterbau – etwa so breit wie das Schiff und ebenfalls dreischiffig, aber geringfügig nach Norden versetzt – wurde im Abstand von über zwei Metern vom Langhaus errichtet und erst nach Fertigstellung mit ihm verbunden. Das Mauerwerk des Turms ist zweischalig. Außen besteht es im unteren Bereich aus Feldsteinen mit Backsteinkanten, im oberen aus Rüdersdorfer Muschelkalk. Das Innenmauerwerk hingegen ist unten zu großen Teilen, oben ganz in Backstein ausgeführt. Die Fenstergewände bestehen im unteren Kalksteingeschoss ebenfalls aus Kalkstein, in allen übrigen aus Backstein. Das mittelalterliche Westportal wurde im 19. Jahrhundert durch ein neugotisches ersetzt, das bei der Renovierung der Kirche nach dem Zweiten Weltkrieg von einigen historistischen Schnörkeln befreit wurde (siehe Weblink).
In den Jahren 1789 und 1790 erfuhr das Gotteshaus insgesamt eine umfangreiche Umgestaltung. Der Turm erhielt nach einem Entwurf von Carl Gotthard Langhans einen Turmhelm im neugotischen Stil und seine jetzige Gesamthöhe von rund 90 Metern. Die Bauleitung hatten dabei Carl Samuel Held und Georg Friedrich Boumann.
Die Kirche besitzt fünf Kirchenglocken in den Schlagtönen g0, h0, cis1, e1 und e2. Die vier großen Glocken hängen an gekröpften Jochen.

## Ausstattung

### Totentanz

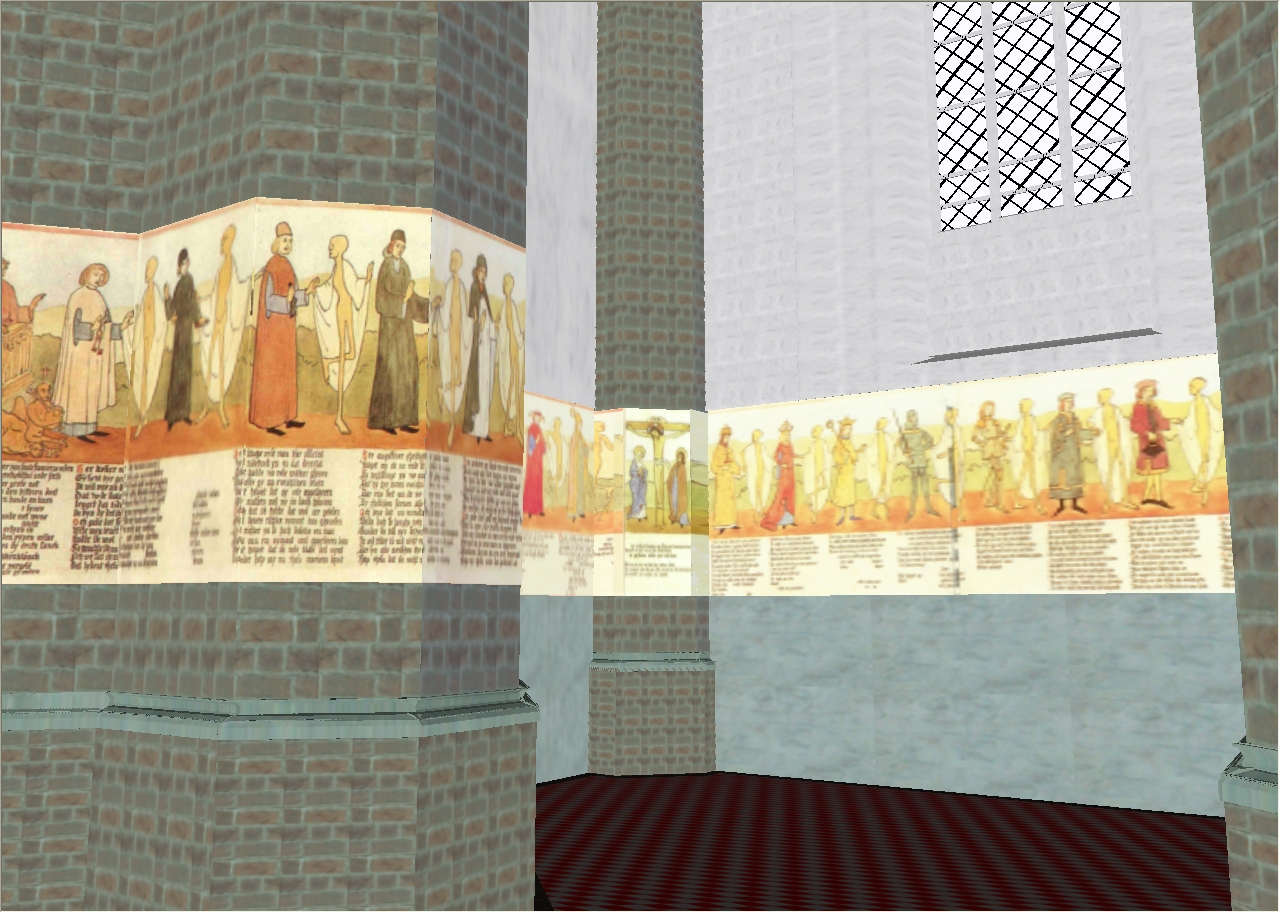
Berliner Totentanz, unfertige 3D-Rekonstruktion

Eines der bedeutendsten erhaltenen mittelalterlichen Kunstwerke Berlins stellt das Totentanzfresko in der Turmhalle der Kirche dar.
Das 22,6 Meter lange und zwei Meter hohe Wandbild zeigt einen Reigen aus geistlichen und weltlichen Ständevertretern, die sich in einem Schreittanz mit jeweils einer Todesgestalt befinden. Die Darstellung geht auf Vorlagen aus vorher entstandenen Totentänzen in Lübeck und möglicherweise auch in Hamburg zurück. Über die Entstehung des Freskos gibt es keine schriftliche Überlieferung. Daher hat man durch eingehende Untersuchungen des Kunstwerks Informationen über dessen Ursprung zu gewinnen versucht. Verschiedene Rückschlüsse ermöglichen eine Datierung in etwa auf das Pestjahr 1484.
Die Besonderheit der Darstellung liegt in ihrer geometrischen Anordnung, die sich vom Westeingang, dann verwinkelt über den Pfeiler, die Westwand und die Nordwand fast in die Kirche hineinzieht. Die geistlichen und weltlichen Ständevertreter werden durch eine Kreuzigungsszene, welche das Zentrum der Darstellung bildet, getrennt. Die dazugehörigen Textverse stellen die älteste Berliner Dichtung dar. In den Versen beklagen die Ständevertreter ihr Leid und bitten den Tod um einen Aufschub. Die Verse sind in der plattdeutschen Sprache gehalten, die die Berliner noch bis in die Neuzeit sprachen, und enthalten ein franziskanisch geprägtes Weltbild, das sich auch in der Trennung von geistlichen und weltlichen Ständevertretern niederschlägt. Der Reigen selbst wird von einem predigenden Franziskaner eröffnet – daher vermutet man als Künstler des vom Berliner Bürgertum in Auftrag gegebenen Wandbildes einen Franziskaner. Diese Vermutung wird dadurch erhärtet, dass in diesem Zeitraum Bauarbeiten am Grauen Kloster der Franziskaner in Berlin durchgeführt wurden.
Der Totentanz wurde wahrscheinlich in der Reformationszeit mit Kalk übertüncht und erst im Jahr 1861 durch den Hofbaurat Friedrich August Stüler wiederentdeckt. Es wurde von Heinrich Fischbach restauriert. Heute befindet sich das Wandbild in keinem guten Zustand. Die Darstellung ist durch die Nässe im Mauerwerk stark verblasst und wird durch eine Glaswand geschützt.

### Altar

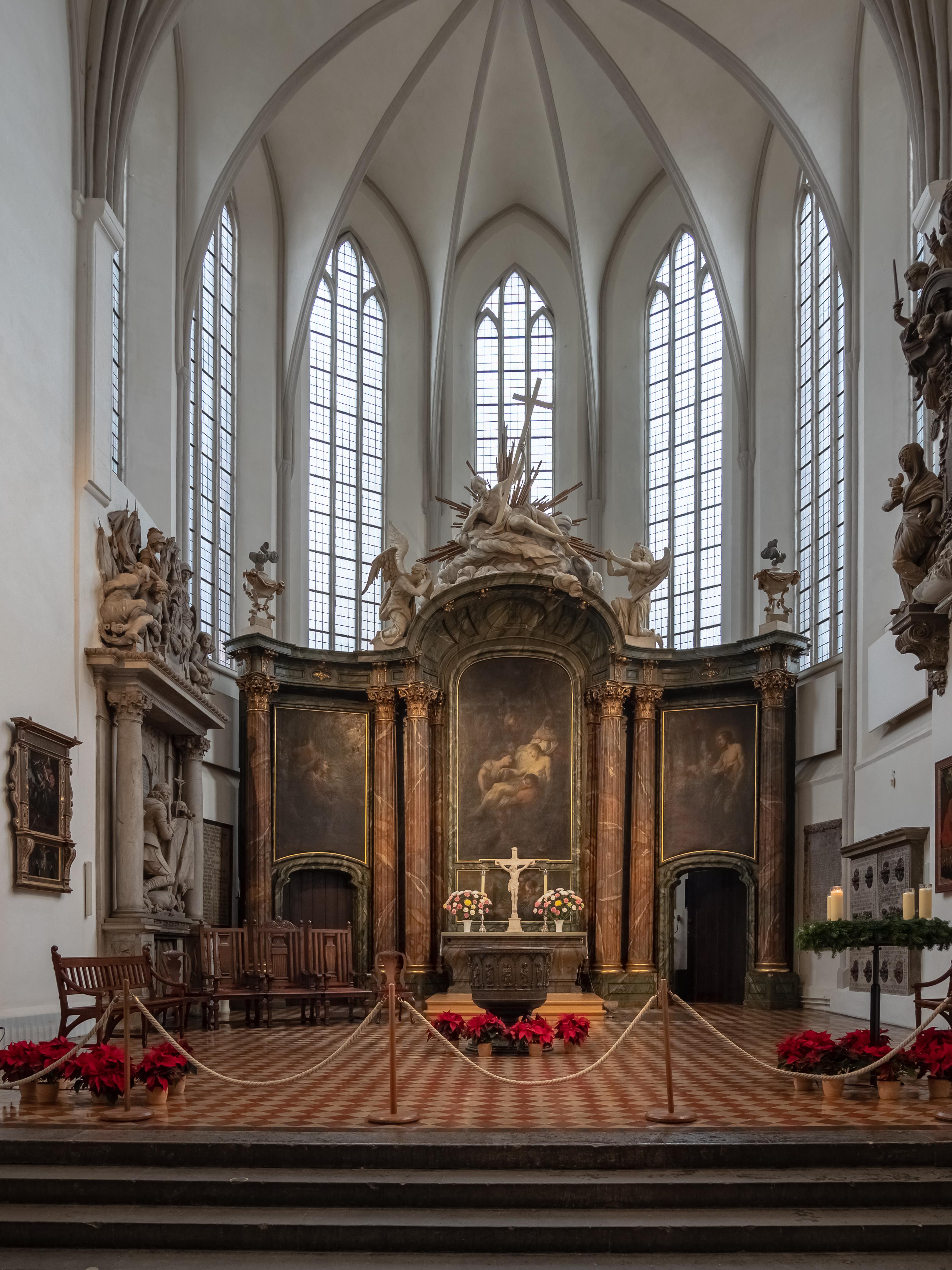
Blick in den Chorraum

Der Hochaltar wurde um 1762 von Andreas Krüger im Stil des Barock geschaffen. Mit seiner monumentalen Größe trennt er das Polygon vom Rest des Chores, sodass jenes als Sakristei genutzt werden kann. Den Altar zieren drei, von kompositen Säulen gerahmte Gemälde von Bernhard Rode. Links ist Jesu Gebet am Ölberg dargestellt, rechts die Szene, wie Thomas seine Finger in die Seitenwunde Christi legt. Über dem zentralen Bild der Kreuzabnahme erhebt sich im Giebel des Altares eine plastische Darstellung eines liegenden, auf sein Kreuz gestützten Salvators, der von zwei Engeln verehrt wird.
Nach dem Zweiten Weltkrieg gelangten zahlreiche Kunstgegenstände aus der zerstörten Nikolaikirche und der ebenfalls zerstörten Franziskanerklosterkirche in die Marienkirche. Ein um 1520 entstandener Marienaltar aus der Franziskanerkirche wurde 2004 mit Zustimmung des Denkmalamtes an das Kloster Stift zum Heiligengrabe verliehen. Nach einer öffentlich geführten Debatte über den zunächst auf unbestimmte Zeit geschlossenen Leihvertrag wurde die Rückkehr des Altars nach Berlin vertraglich festgeschrieben und der Leihvertrag entsprechend zeitlich befristet. Im Februar 2014 befand sich der Altar noch in Heiligengrabe.

### Taufbecken und Kanzel
Vor dem Altar, in der Mitte des Chorraums hat das gotische Taufbecken, ein Bronzeguss von 1437 seinen Platz. Es steht auf vier, wie Drachen ausgearbeiteten, Füßen. Der Korpus wird von 16 reliefartig ausgearbeiteten Heiligen geziert, die in Maßwerkbögen stehen.
Künstlerisch herausragend ist die Alabasterkanzel, die 1702/1703 von Andreas Schlüter geschaffen wurde und auf die sämtliche Bänke des Kirchenschiffs ausgerichtet sind. Der Kanzelkorb, der zwischen zwei Engeln zu schweben scheint, ist an vier marmornen Säulen mit vergoldeten ionischen Kapitellen angebracht, die den ursprünglichen, gotischen Bündelpfeiler unterbrechen. Zwischen ihnen kann der Prediger die Kanzel betreten. Den baldachinartigen Schalldeckel ziert eine Glorie mit zahlreichen Putten und Posaunenengeln, die die Heilige Schrift verehren.
Das Können alter Meister der Schmiedekunst kommt in Form einiger der äußerst seltenen, im Original erhaltenen geschmiedeten Renaissancegitter Berlins im Innen- und Außenbereich des Kirchengebäudes zum Ausdruck.
Vor der Westfassade erinnert ein Sühnekreuz an die Ermordung des Propstes Nikolaus von Bernau 1325 als Parteigänger des Papstes Johannes XXII. durch die Berliner und Köllner Bürger (siehe auch → hier)

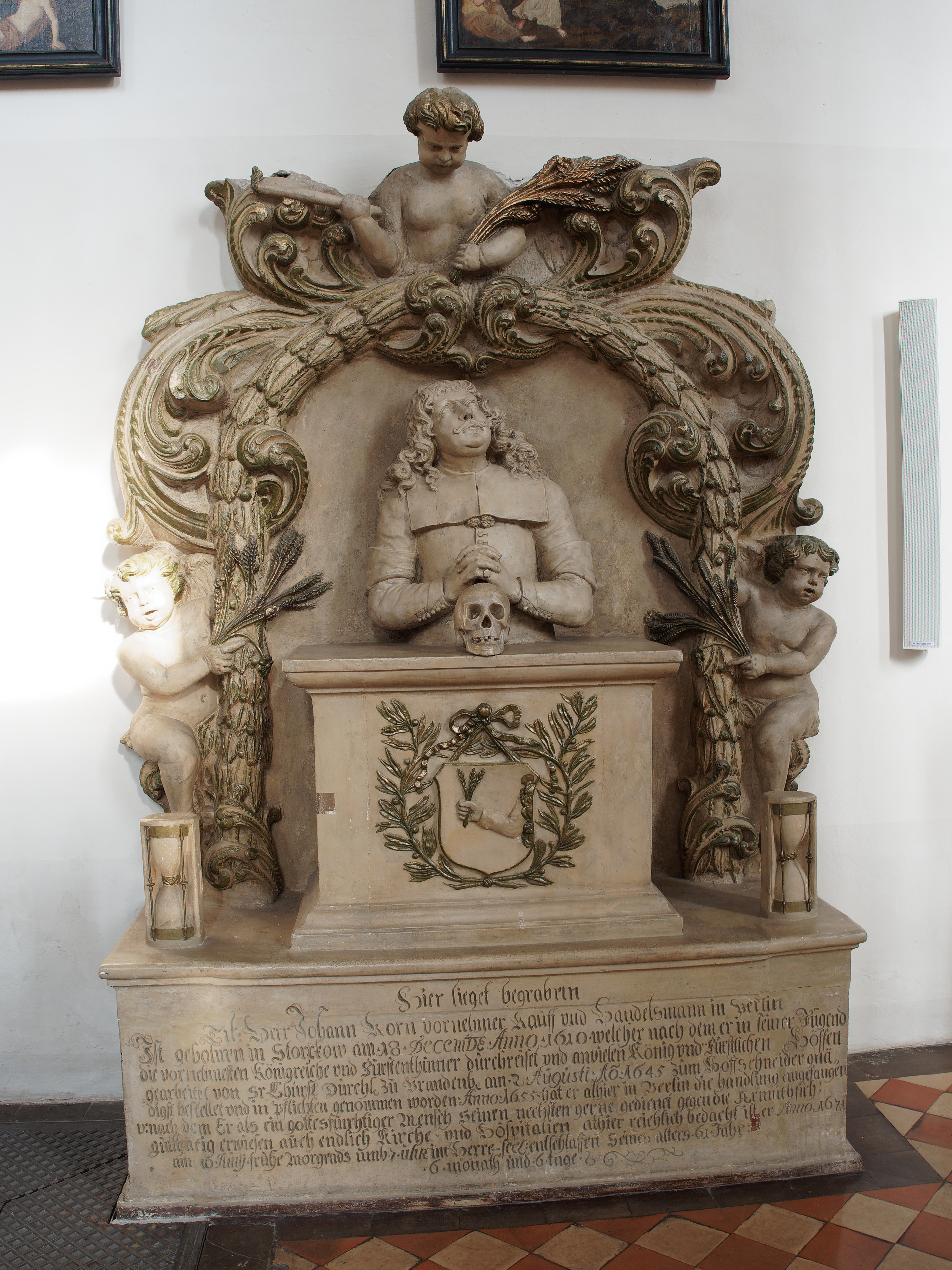
Grabstätte des Hofschneiders Johann Korn (18. Dezember 1610 – 16. Juni 1671)
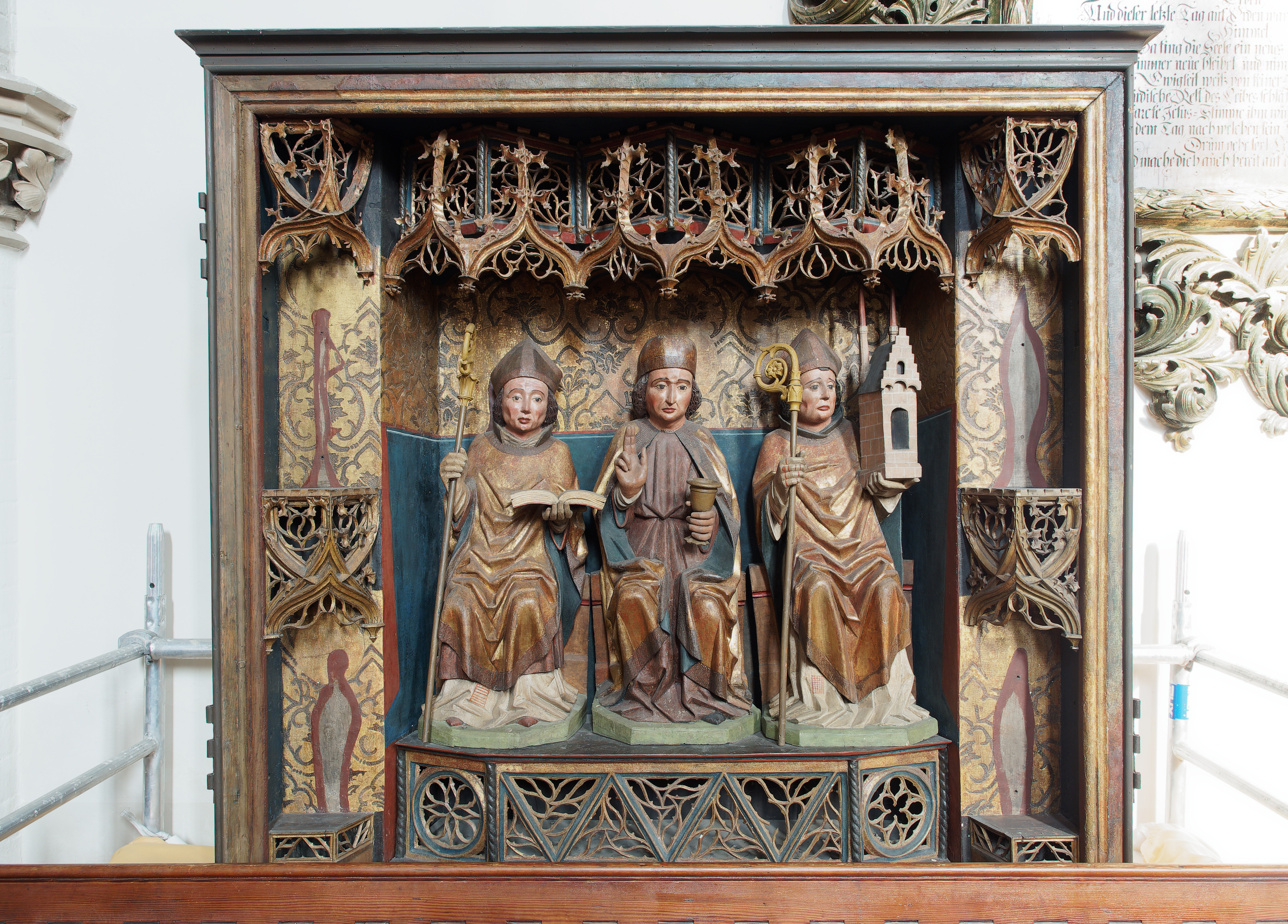
Mittelschrein eines ehemaligen gotischen Flügelaltars mit drei heiligen Bischöfen
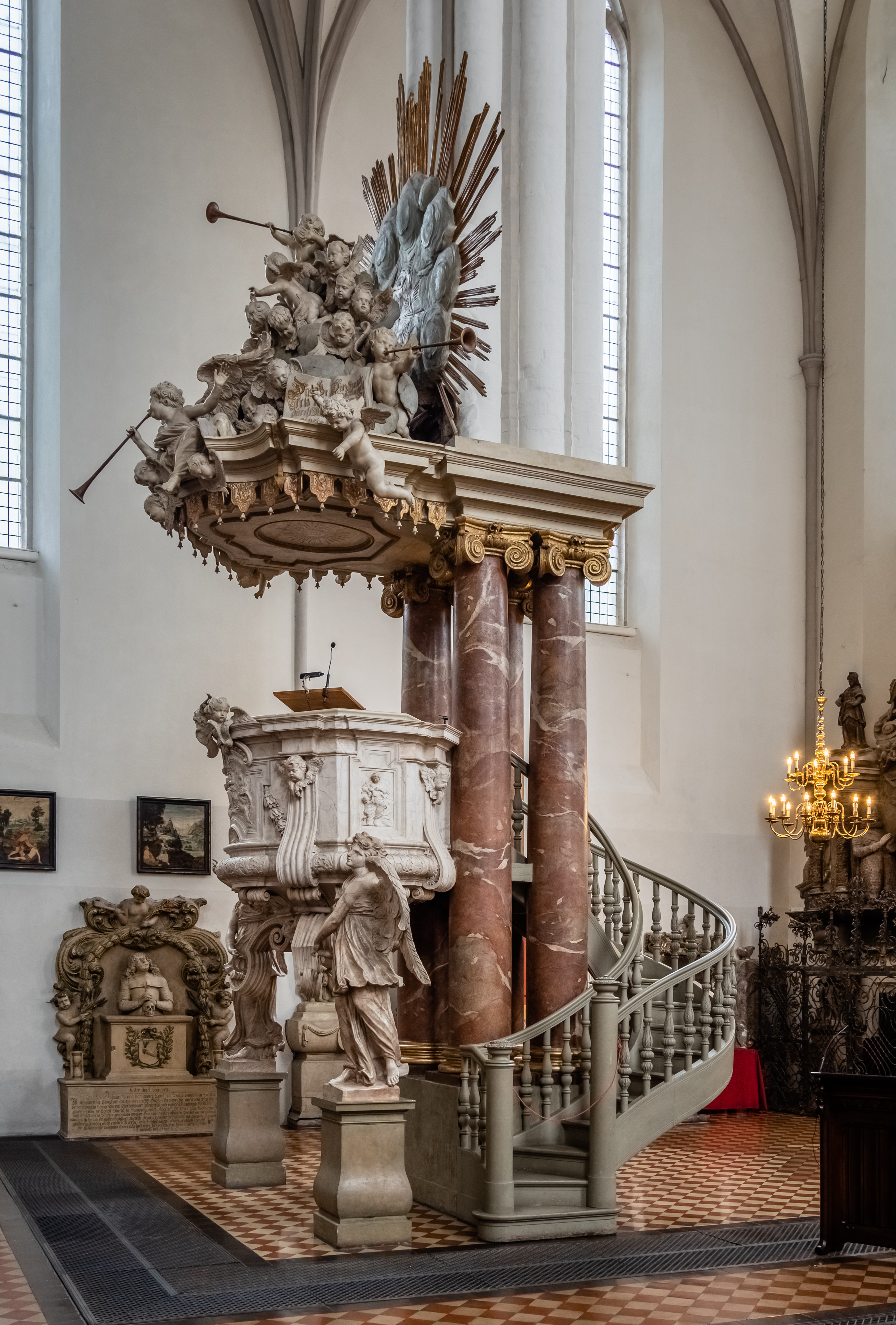
Alabasterkanzel, Inschrift: „Das Gesetz ist durch Mose gegeben. Die Gnade und Warheit ist durch Jesus Christus geworden.“ (Johannes 1,17 EU)
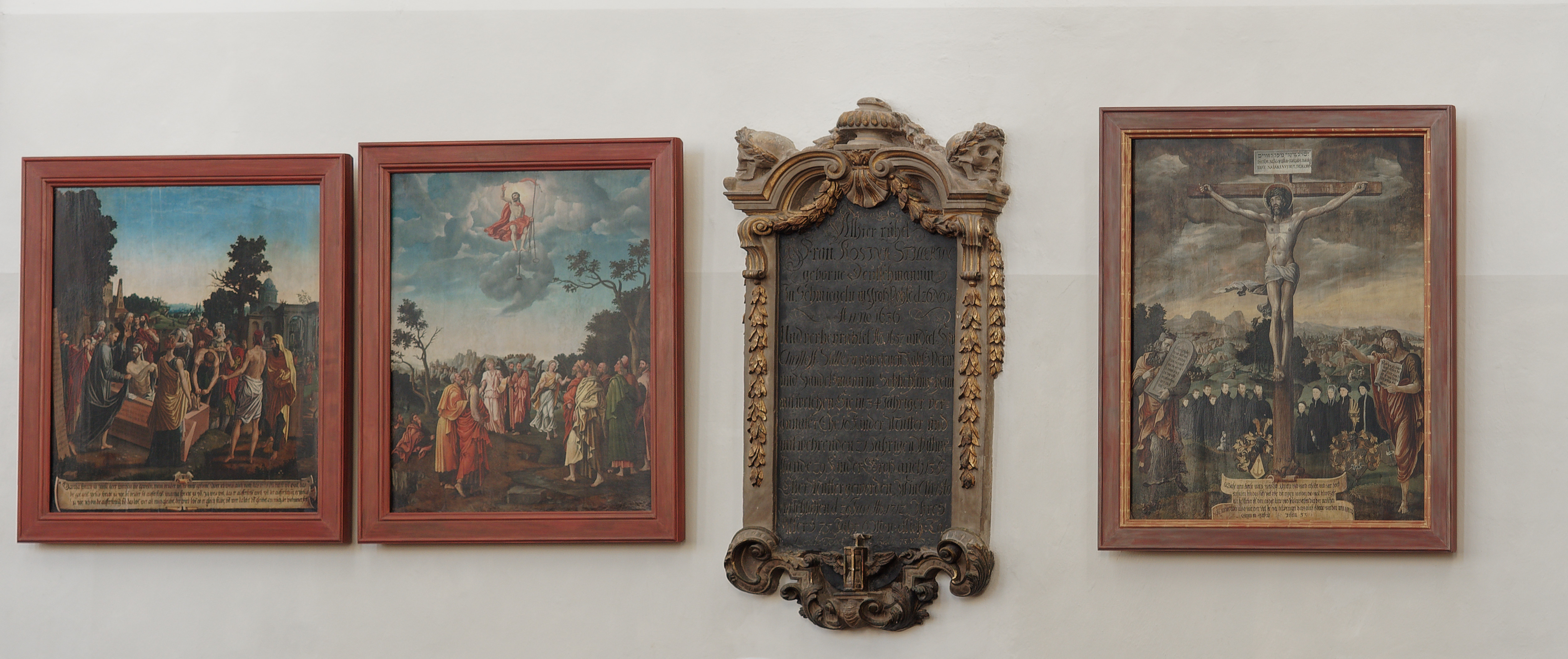
Epitaph für Regina Stillerin (26. November 1636 – 29. Juni 1712)
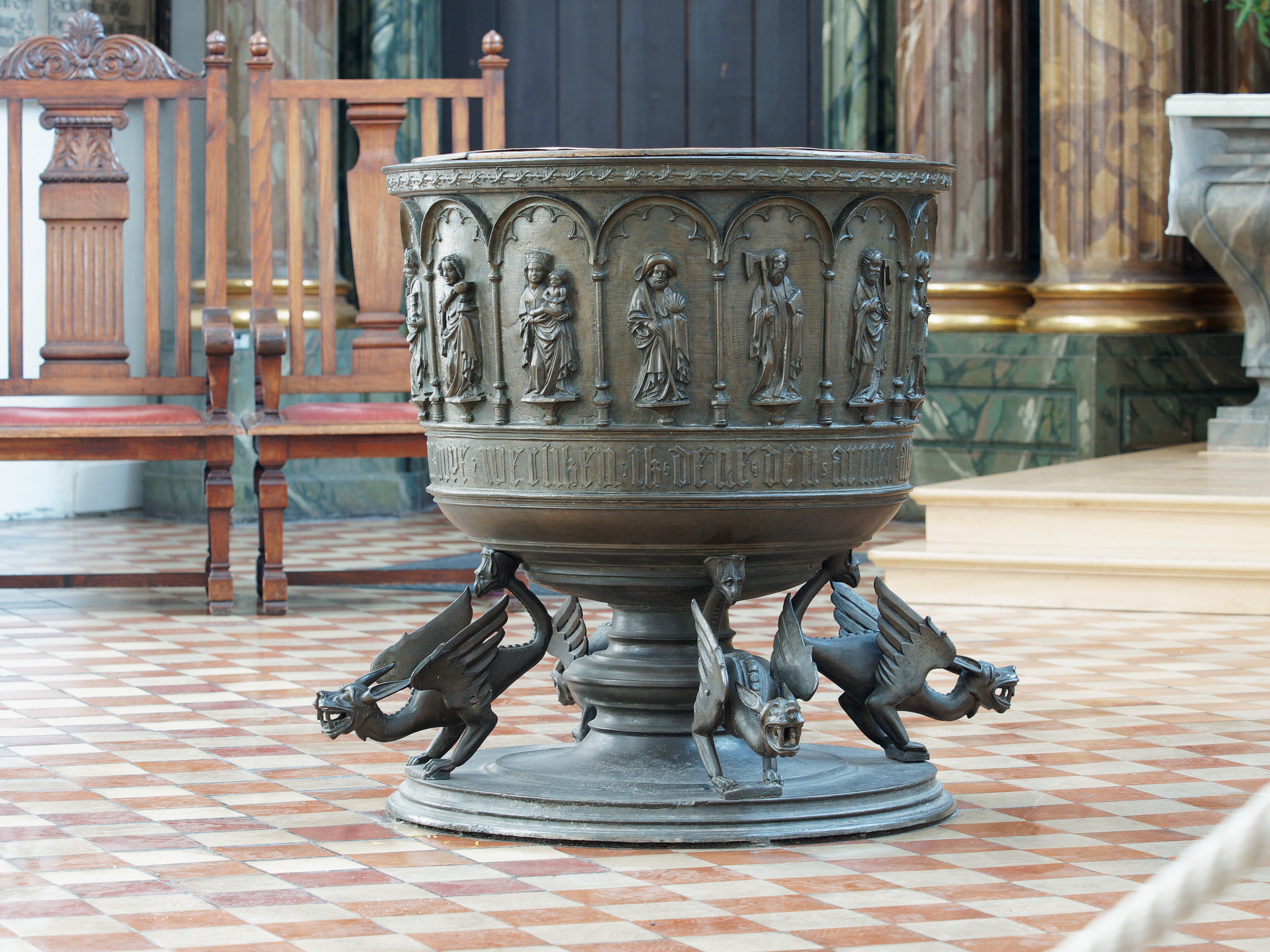
Taufbecken aus dem Jahr 1437

## Grablege
Denkmal von 1672 mit Inschriften (errichtet von Schwiegersohn Martin Weise):
Joachim Berchelmann (1562–1631), Landrentmeister zu Berlin
Dessen Ehefrau Rosina, geb. Steinbrecher (1592–1666)
Deren Tochter Katharina Weise, geb. Berchelmann (1612–1671)
Des Weiteren:
- Johann Berchelmann (1595–1655), Landrentmeister zu Berlin
- Dessen Tochter Catharina Berchelmannin Pancovius (1631–1683)
- Deren Ehemann Thomas Pancovius, Churfürstl. Brandenburg. Hof=Medicus, Stadt=Medicus zu Berlin und Köln (1622–1665)
- Der Mediziner Martin Weise (1605–1693), Brand. Rat, Leibarzt der Kurfürsten Georg Wilhelm, Friedrich Wilhelm und Friedrich III., 1. Dekan des Collegium Medicum ebd., „Marchiae nostrae Hippocrates“[12]
- Otto Christoph von Sparr: Der Generalfeldmarschall wurde 1663 in der Kirche beigesetzt. Grabmal von Artus Quellinus I.
- Carl Hildebrand Freiherr von Canstein, der Gründer der ältesten Bibelanstalt der Welt, der Cansteinschen Bibelanstalt, wurde 1719 in der Kirche beigesetzt.

## Orgel

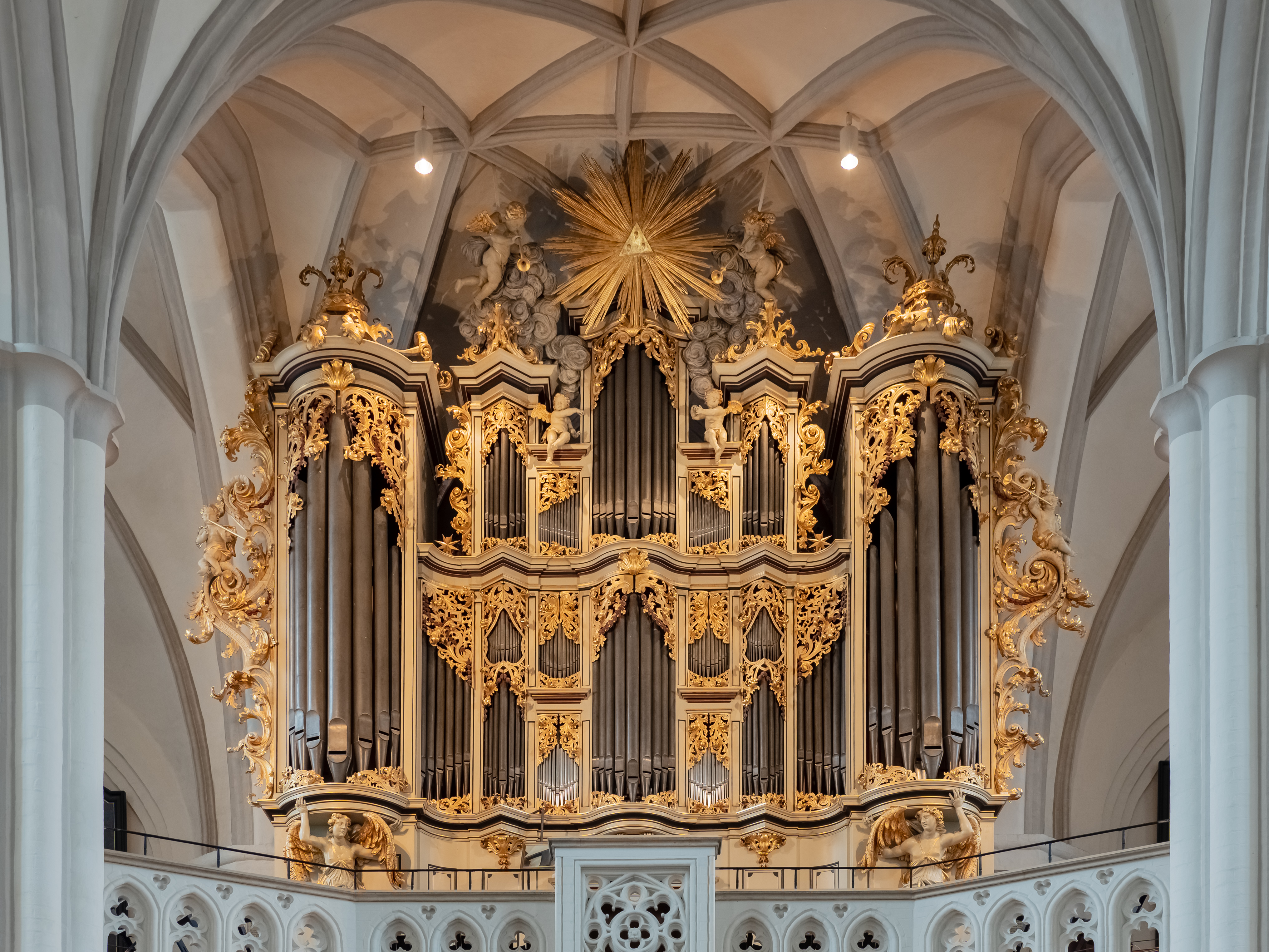
Wagner-Kern-Orgel in der Marienkirche

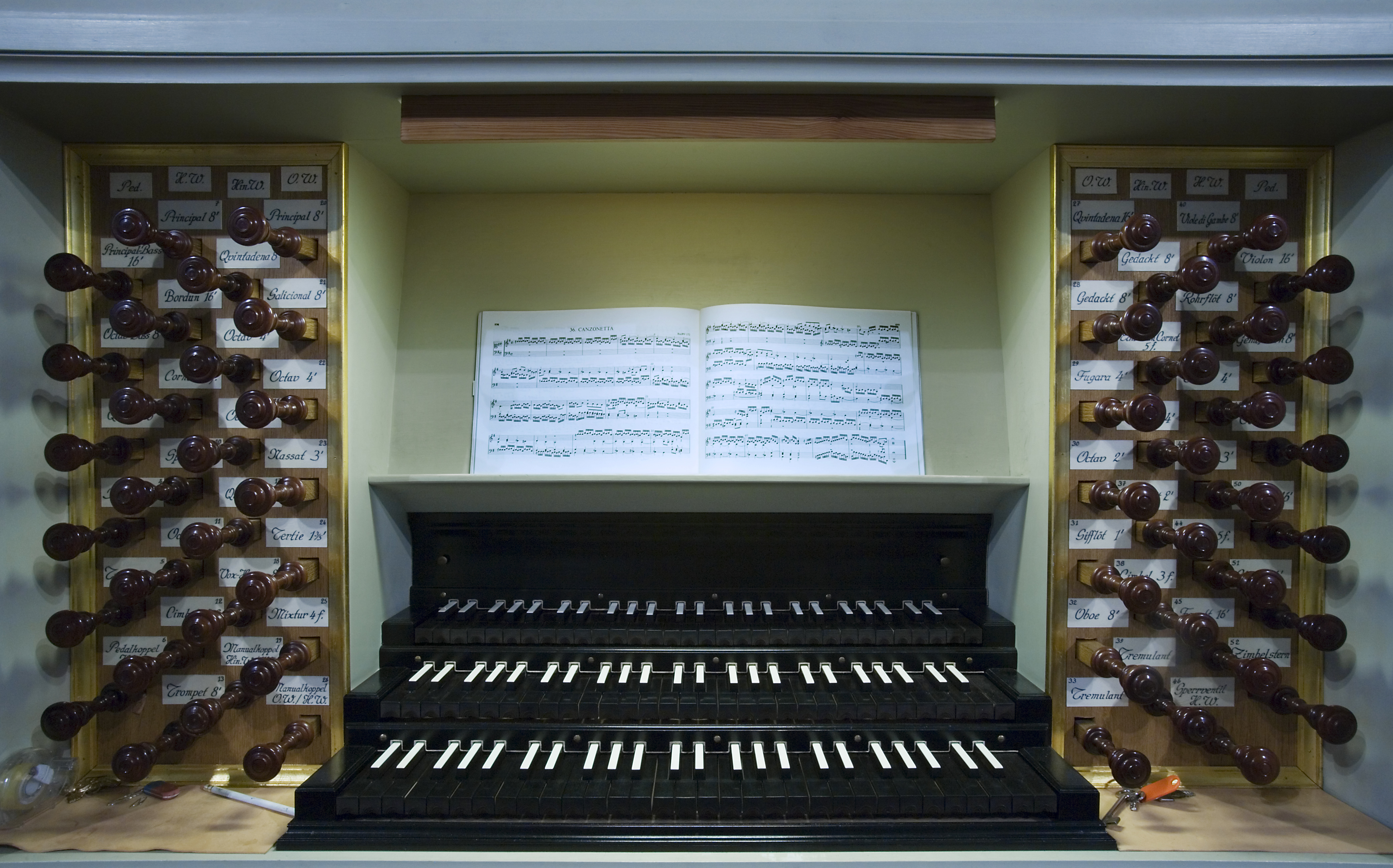
Spieltisch der Orgel

Die Orgel der Marienkirche wurde 1720–1722 von Joachim Wagner geschaffen, der zuvor zwei Jahre bei Gottfried Silbermann gelernt hatte. 1723 erfolgte die Einweihung. Das Gehäuse stammt von Johann Georg Glume und wurde 1742 von Paul de Ritter fertiggestellt. In der Folgezeit wurde das Instrument mehrfach verändert. So ließ im Jahr 1800 Friedrich Falckenhagen nach Plänen von Georg Joseph Vogler 1400 von insgesamt 2556 Orgelpfeifen entfernen, da sie aus seiner Sicht „überflüssig“ wären. Weitere Umbauten, auch um den Klangumfang wiederherzustellen, fanden 1829 durch Johann Simon Buchholz und 1893/1894 durch Heinrich Schlag & Söhne statt. Wilhelm Sauer erhöhte die Stimmenzahl auf 57 und baute Kegelladen mit einer Röhrenpneumatik ein.
Als eine der wenigen Orgeln überstand die „schönste Orgel Berlins“ die Zerstörungen des Zweiten Weltkriegs weitgehend. In den Jahren 1947–1949 ersetzte die Orgelbauwerkstatt Alexander Schuke die pneumatische Traktur durch eine elektro-pneumatische und näherte die Disposition wieder dem barocken Klangprinzip an. Weitere Veränderungen fanden 1957, 1970 und 1985 mit dem gleichen Ziel der weiteren Annäherung an das ursprüngliche Klangbild statt.
Als im Winter 1996 schwere Schäden an der Orgel festgestellt wurden, entschied sich die Gemeinde statt einer Rekonstruktion des ursprünglichen Zustands für einen Neubau, der nach Maßgabe der Gesamtkonzeption und Disposition Wagners von 1721 im Jahr 2002 von der Orgelbauwerkstatt Alfred Kern & Söhne (Straßburg) realisiert wurde.
Bei dem Neubau wurden alle 40 Register Wagners unter Verwendung der noch vorhandenen historischen Pfeifen originalgetreu rekonstruiert, ebenso der barocke Gehäuseprospekt der Berliner Bildhauer Johann Georg Glume und Paul de Ritter, unter Beibehaltung der denkmalwürdigen Veränderungen von 1908. Alle Windkanäle, -laden und die Balganlage sind genau nach Vorlage erhaltener Wagner-Orgeln gefertigt.
Verändert gegenüber Wagner wurde in Anpassung an die heutige musikalische Praxis die Anordnung der Manuale und die Erweiterung deren Tastenumfang bis f3. Es wurde eine historische Stimmung gelegt (Neidhardt III), allerdings mit moderner Tonhöhe 440 Hz. Schließlich erhielt die Orgel fünf zusätzliche Register, die getreu ihren Vorbildern in Wagner-Orgeln nachgebildet sind. Es wurde eine Pedalkoppel hinzugefügt.
| I Hauptwerk C–f3 |                  |        |   |
| 01.              | Bordun           | 16′    |   |
| 02.              | Principal        | 08′    |   |
| 03.              | Rohrflöt         | 08′    |   |
| 04.              | Viole di Gambe   | 08′    |   |
| 05.              | Octav            | 04′    |   |
| 06.              | Spitzflöt        | 04′    |   |
| 07.              | Qvinta           | 03′    |   |
| 08.              | Octav            | 02′    |   |
| 09.              | Scharff V        | 01 ⁄2′ |   |
| 10.              | Cimbel III       | 01′    |   |
| 11.              | Cornet V (ab c1) | 08′    |   |
| 12.              | Fagott           | 16′    | N |
| 13.              | Trompet          | 08′    |   |

| II Oberwerk C–f3 |            |         |   |
| 14.              | Qvintadena | 16′     |   |
| 15.              | Principal  | 08′     |   |
| 16.              | Gedackt    | 08′     |   |
| 17.              | Salicional | 08′     | N |
| 18.              | Octav      | 04′     |   |
| 19.              | Fugara     | 04′     |   |
| 20.              | Nassat     | 03′     |   |
| 21.              | Octav      | 02′     |   |
| 22.              | Tertie     | 01 3⁄5′ |   |
| 23.              | Sifflöte   | 01′     |   |
| 24.              | Mixtur IV  | 01 ⁄2′  |   |
| 25.              | Oboe       | 08′     | N |
|                  | Tremulant  |         |   |

| III Hinterwerk C–f3 |                   |        |
| 26.                 | Gedackt           | 08′    |
| 27.                 | Qvintadena        | 08′    |
| 28.                 | Octav             | 04′    |
| 29.                 | Rohrflöt          | 04′    |
| 30.                 | Octav             | 02′    |
| 31.                 | Waldflöt          | 02′    |
| 32.                 | Qvinta            | 01 ⁄2′ |
| 33.                 | Cimbel III        | 01′    |
| 34.                 | Echo zum Cornet V |        |
| 35.                 | Vox humana        | 08′    |
|                     | Tremulant         |        |

| Pedal C–f1 |                |      |   |
| 36.        | Principal-Bass | 16′0 |   |
| 37.        | Violon         | 16′  |   |
| 38.        | Octav          | 08′  | N |
| 39.        | Gembßhorn      | 08′  |   |
| 40.        | Qvinta         | 06′  |   |
| 41.        | Octav          | 04′  |   |
| 42.        | Mixtur VI      | 02′  |   |
| 43.        | Posaune        | 16′  |   |
| 44.        | Trompete       | 08′  |   |
| 45.        | Cleron         | 04′  | N |

- Koppeln: II/I, III/I, I/P (N)
- Zimbelstern
- Stimmung: Neidhardt III („für eine große Stadt“)

Anmerkungen
N = zur ursprünglichen Disposition hinzugefügtes Register

## Gemeinde und Kirche im 21.Jahrhundert
Hauptprediger der Marienkirche ist Christian Stäblein, Bischof der Evangelischen Kirche in Berlin-Brandenburg-schlesische Oberlausitz. Die Marienkirche war Hauptkirche der Kirchengemeinde St. Marien, die sich aus den vier ehemaligen Gemeinden um die Nikolai-, die Georgen- sowie die Parochialkirche gebildet hatte. Zum 1. Januar 2006 fusionierte sie mit der St.-Petri-Luisenstadt-Gemeinde zur St. Petri-St. Marien-Gemeinde im Kirchenkreis Berlin Stadtmitte. In der Marienkirche finden während des Semesters gelegentlich die Universitätsgottesdienste der Humboldt-Universität zu Berlin statt. In der Kirche fand am 22. Juli 2017 die erste kirchliche Trauung eines gleichgeschlechtlichen Paares in Berlin statt.

## Vermessungsgeschichte
Beim Aufbau eines einheitlichen Koordinatensystems für die deutsche Landesvermessung wählte man als Fundamentalpunkt den Rauenberg und nutzte zur Orientierung des Netzes das astronomisch bestimmte Azimut zur Marienkirche.
Siehe auch: Geodätisches Datum

## Sonstiges
Die Marienkirche war im Mittelalter neben dem Heilig-Geist-Spital einer der beiden Ausgangspunkte des Pilgerwegs von Berlin nach Wilsnack.
Im September 1964 predigte der Friedensnobelpreisträger und afroamerikanische Bürgerrechtler Martin Luther King in der Marienkirche und sagte dabei u. a.: „Keine Grenze kann Gottes Kinder trennen.“
An der Marienkirche kam es 1986 zur Ansiedlung des ersten Wanderfalken-Brutpaars in Berlin seit 1944. Die erfolglose Brut des Jahres 1986 fand in einem alten Nebelkrähennest statt. In späteren Jahren wurde in einem Nistkasten gebrütet. Später brüteten die Wanderfalken am Berliner Rathaus.